# Tenthredo koehleri
Tenthredo koehleri is een vliesvleugelig insect uit de familie van de bladwespen (Tenthredinidae). De wetenschappelijke naam van de soort is voor het eerst geldig gepubliceerd in 1817 door Klug. Ze komt vaak voor op de boterbloem en de geranium.